# Hrvatica

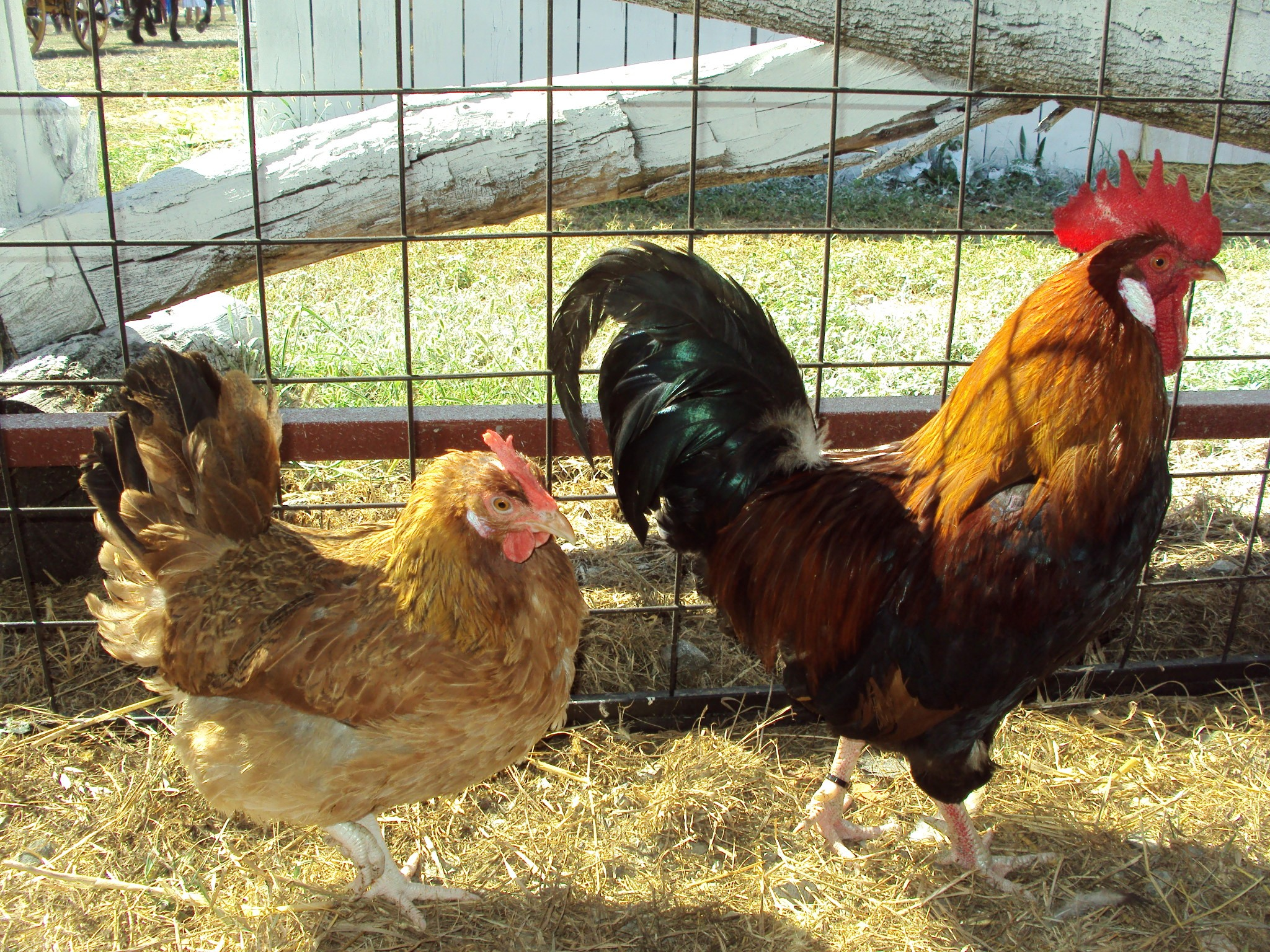
Hrvatica – vlevo slepice, vpravo kohout

Hrvatica nebo též dudica je plemeno kura domácího pocházející z Chorvatska. Poprvé byla Hrvatica vyšlechtěna v roce 1917 ve vesnici Torčec v dnešní Koprivnicko-križevecké župě (opčina Drnje) křížením běžných nešlechtěných slepic s kohouty leghornek. Následně se z chovu vylučovaly slepice s bílým peřím a ostatní byly znovu zkříženy s velsumkami. V roce 1937 plemeno zvítězilo ve snášení vajec na statku v srbském Karađorđevu u Bačky Palanky a získalo název Hrvatica.
Existují čtyři typy slepic plemene Hrvatica: červené (nejběžnější), černé, černo-zlaté (nejvzácnější) a zlatě žíhané. Všechny typy mají bílé ušní laloky. Černý a černo-zlatý typ mají šedé běháky, zatímco červený a zlatě žíhaný typ je mají bílé. Nejvíce slepic plemene Hrvatica je chováno v Chorvatsku v blízkosti řeky Drávy, zejména v Mezimuřské, Koprivnicko-križevecké a Viroviticko-podrávské župě, ale také jsou chovány v ostatních chorvatských regionech.
Kohouti váží do 2,5 kg, slepice dosahují hmotnosti 1,9 kg. Slepice ročně snesou asi 300 vajec. Tradičně se pěstují na malých farmách, většinu svého života tráví venku. Jsou odolné a nemají výrazné stravovací požadavky. O rozvoj a zachování plemene se stará chorvatská zemědělská agentura.